# NGC 6038
NGC 6038 est une vaste galaxie spirale relativement éloignée et située dans la constellation de la Couronne boréale. Sa vitesse par rapport au fond diffus cosmologique est de 9 430 ± 5 km/s, ce qui correspond à une distance de Hubble de 139,1 ± 9,7 Mpc (∼454 millions d'al). NGC 6038 a été découverte par l'astronome germano-britannique William Herschel en 1787.
La classe de luminosité de NGC 6038 est III.
À ce jour, 25 mesures non basées sur le décalage vers le rouge (redshift) donnent une distance de 135,240 ± 24,264 Mpc (∼441 millions d'al), ce qui est à l'intérieur des valeurs de la distance de Hubble.

## Supernova
La supernova SN1999cc a été découverte dans NGC 6038 le 8 mai 1999 l'astronome Michael Schwartz des observatoires Tenagra. Cette supernova était de type Ia.